# THE IDOLM@STER SP
『THE IDOLM@STER SP』（アイドルマスターエスピー）は、バンダイナムコゲームスが2008年7月に発表し、2009年2月19日に発売されたPlayStation Portable (PSP) 用育成シミュレーションゲーム（公称「アイドルプロデュース」）。「日本ゲーム大賞 2008」フューチャー部門受賞。PSP the Best版（廉価版）はUMDでは2010年1月28日に、PlayStation Storeからのダウンロードでは同年10月28日に発売された。

## 概要
本作での目玉は、新規書き下ろしストーリーと新キャラクターにより物語性を重視したストーリープロデュースモードであると言える（なお、Xbox 360版とほぼ同じ形態と内容・ボリュームのフリープロデュースモードも搭載されている）。またこれまでのアーケード版やXbox 360版とは異なる改変がなされており、正統シリーズ中最新のシステムとなる。
ストーリープロデュースモードでは、各アイドルが様々な理由で「アイドルアルティメイト」（以降「IU」と記述）の優勝を目指す姿が描かれており、登場する新たなライバルキャラクターと優勝を巡り公私にわたり争うことになる。
アーケード版やXbox 360版（含L4U!）と同じく、それぞれの時間軸の繋がりは設定されていない。なお、『アイドルマスター ディアリースターズ』の作中でも本作の中心イベントであるIUに関する言及があるが、こちらも時間軸の繋がりは全くない。
ゲームにおけるプレイヤーの目標は、アーケード版・Xbox 360版同様、芸能事務所「765（ナムコ）プロダクション」のプロデューサーとして所属アイドルたちをトップアイドルに育て上げることではあるが、ストーリープロデュースでは、これまでの作品よりも担当アイドルとのコミュニケーションの比重が大きく、ストーリープロデュースでもフリープロデュースでもプロデュースできるのは1人ずつソロユニット限定となる。
また、新たにストーリープロデュースにはライバル事務所となる「961（くろい）プロダクション」に所属する新キャラクターの「我那覇響（がなはひびき）」と「四条貴音（しじょうたかね）」が登場し、Xbox 360版のキャラクター「星井美希（ほしいみき）」も765プロダクションから961プロダクションに移籍してしまい、この3人が「プロジェクト・フェアリー」としてライバルキャラクターとなる。
初期キャラクター9人に、美希と新キャラクター2人を合わせた『3人+1人』の4人の、異なるストーリーが描かれる3バージョンでの展開となる（各バージョンで異なったキャラクターとライバル、ストーリーとなるが、各バージョンのセーブデータを読み込むことにより、それぞれのアイドルが使用可能になる）。また2012年10月25日には同じPSPソフトとして「アイドルマスターシャイニーフェスタ」も本作と同じで3パッケージで発売されたが、我那覇響と四条貴音と星井美希が765プロアイドルとして追加されているためメンバーの組み合わせは本作とは異なる。各バージョンと参加キャラクターの組み合わせは次の通り。

### パーフェクトサン
イメージカラーは赤。プレイヤーが選択するアイドルは天海春香・高槻やよい・菊地真の3人、ライバルアイドルは我那覇響。
後述の2バージョンよりも「トップアイドルになるにはライバルを倒さなければならない」という基本ストーリーが強調されており、その分サイドストーリーは少なく、トップを目指すアイドル同士の対決が前面に押し出されている。

### ワンダリングスター
イメージカラーは黄色。プレイヤーが選択するアイドルは萩原雪歩・水瀬伊織・双海亜美/真美の3人(4人)、ライバルアイドルは四条貴音。
ストーリーモードではトップアイドルである貴音と、新人アイドルらの三者三様の思いと決意、アイドルとしての成長が描かれている。

### ミッシングムーン
イメージカラーは青。プレイヤーが選択するアイドルは如月千早・三浦あずさ・秋月律子の3人、ライバルアイドルは星井美希。
765プロで大型新人と期待されていた候補生見習いの美希が、とあるきっかけからライバルプロダクションの961プロからデビューしてしまい、プロデューサーと担当アイドルは…。

## ゲームシステム

### ストーリープロデュースとフリープロデュース
本作でのゲーム進行は大別してストーリープロデュースとフリープロデュースに分かれる。
- ストーリープロデュース - アーケード版に近いシステムで、ライバルアイドルが登場する。最終目標として設定する約束は「IU優勝」で固定。
- フリープロデュース - Xbox 360版同様の52週プロデュース。最終目標となる約束を指定することができる。

ストーリープロデュースではアーケード版同様にランクアップリミットが設定されている。ランクアップリミットの仕様は「指定の活動週までに、一定数のファンを獲得した上でIU予選を通過する」となっており、ランクアップリミットまでにランクアップが出来なかった、あるいはIUオーディションで不合格になるとリトライの選択となる。リトライ時は特定のタイミングまで時間が戻った上で思い出・ファン人数・イメージレベルにボーナスが加わる救済措置がとられ、リトライしない場合はその時点までの最終評価が下されそのプロデュースは終了となる。
フリープロデュースではランクアップリミットの設定はなく、どのように進めても52週経過後引退コンサートを行って終了となる。

### プロデュースの流れ
1. メールのチェック
記者からの取材依頼、スタイリストからの衣装合わせ、ファンレターがメールで届くことがあるため、これらをチェックし、必要に応じて返信する。ファンレターのメールを開くとアイドルのテンションが上がるが、ファンレターに紛れた不幸のメールや悪戯メールを開くとテンションが大幅に下がる。このほか、ストーリープロデュースでは黒井社長からのオーディション招待メールが届くことがある。取材依頼、衣装合わせ、オーディション招待については約束システム参照。
2. アイドルとの挨拶
アイドルと挨拶を交わす。これまでのTHE IDOLM@STERと同様、交わせる挨拶は3択で選ぶことができ、選んだ挨拶によってテンションが上下する。
3. アイドルとの約束
アイドルからその日のスケジュールについて具体的な要望が出ることがあり、要望に応えるか否かを決定する。詳しくは約束システム参照。
4. 流行の確認
これまでのTHE IDOLM@STERと同様、社長から流行情報が伝えられる。
5. スケジューリング
1日のスケジュールを決める。朝・昼・夜の3つに分かれたスケジュール枠に、内容によって実施できる時間帯や必要とする枠数が異なるスケジュールを割り当てる。スケジュールには思い出が溜まる営業、イメージメーターの基本値を上げるレッスン、ファン人数を増やすオーディション、担当アイドルにオフを与える休む、ステージ衣装を変更する衣装変更、楽曲を変更する楽曲変更、芸能記者との取材、スタイリストとの衣装合わせがある。このほか、ストーリープロデュースではファン人数を大幅に増やすライバルオーディションとファン人数を増やすと共にアイドルランクを上げるアイドルアルティメイトのスケジュールがある。
6. スケジュールの実行
割り当てたスケジュールを実行する。営業とレッスンは実行結果によって、バッド、ノーマル、グッド、パーフェクトのランク付けがなされる。
7. アイドルランク報告
社長から、その日のファン人数の変動と、ファン人数に応じたアイドルランクの報告を受ける。
8. ファンからのプレゼント確認
ファンからのプレゼントが届いた場合には内容が表示される。

### 約束システム
SPでの新規要素として、様々な「約束」を求められる約束システムが搭載された。約束を守ると何らかのボーナスが得られ、約束を破ると大きなペナルティが課される。ただし一部を除き「約束をしない」ことも可能である。約束をしなかった時のペナルティは皆無あるいは微少なものである。
衣装合わせ
スタイリストから衣装合わせの依頼メールが届く。返信することで衣装合わせが約束され、衣装合わせのスケジュールを組むことが可能となり、衣装及びアクセサリを合計2点取得することができるが、衣装合わせのスケジュールを組まず約束を破ると小鳥の台詞の後に入手済みアクセサリを失う。
取材依頼
芸能記者から取材依頼のメールが届く。返信することで取材が約束され、取材のスケジュールを組むことが可能となる。通常、取材後は敏腕記者の善永が着くので一定期間全イメージが上昇するが、場合によっては上昇しないことやごくまれにゴシップ記者の悪徳が付いてしまうこともある。約束を破ると小鳥の台詞の後に悪徳が着く。
オーディション招待
ストーリープロデュース時に961プロの黒井社長からライバルアイドルが参加するオーディションへの招待メールが届く。返信することで多くのファンを獲得できるライバルオーディションに参加することが可能となる。獲得できる人数はアイドルランクDまでが5万人、それ以上は10万人で固定。
担当アイドルからのスケジュール要望
朝の挨拶後、担当アイドルから組んで欲しいスケジュールと、その実行結果についての要望が出されることがある。要望を実現することを約束し、要望どおりの結果を出すことができれば、通常よりも多くのボーナスを得られる。例えば、オーディションに参加して1位合格をしたいという要望に対して約束し、約束どおりオーディションで1位合格した場合には約束せずに合格した場合よりも多くのファン人数を獲得することができる。
プロデュース再開日時の約束
一日のスケジュールを終了してゲームを終了する際、担当アイドルからいつまでにプロデュースを再開して欲しい（ゲームを再開して欲しい）という要望を出されることがある。この場合、約束することしかできず断れない。約束を守り指定された日時までにプロデュースを再開するとアイドルのテンションが上がるが、約束を破ってもペナルティはない。アーケード版の携帯電話連動にあった「ブーストメール」に近い。
クリア目標の約束
担当アイドルとゲームクリアの目標を約束しなければならない。ストーリープロデュースではIU優勝が約束となる。フリープロデュースではEASY、NORMAL、HARDに分けられたグループの中から1つ選択する。

### レッスン
本作では、レッスンが回数制ではなく制限時間制になった。そのため制限時間内にたくさんノルマをこなせばレッスンの成果が上がるようになったので、コツを掴めばパーフェクトレッスン狙いも容易。また、通常のレッスンのほかに、アイドルに自主レッスンさせるセルフレッスンが追加され、指定した時間までアイドルに自主レッスンさせることが可能となった。セルフレッスンでは、指定時間までPSPの電源をスリープモードで落とし、指定時間にスリープモードから復帰させ、その指定時間と実際に復帰させた時間の差によって評価が決まる。その他は細かい点を除けばアーケード版と基本的には変わりはない。各レッスンの詳細は以下の通り。
ボイスレッスン
右から左に流れてくる音符に表示されたボタンを指定された箇所でタイミング良く押すレッスン。難易度が上がるにつれて音符が流れるスピードが速くなる。Xbox 360版と異なり、難易度が上がると2つのボタンを同時に押さなければならなくなる。ボーカルイメージとダンスイメージが上昇する。
ポーズレッスン
複数のカメラに割り当てられたボタンを記憶し、指示されたカメラに割り当てられたボタンを、記憶を頼りに押すレッスン。Xbox 360版と異なる点は、カメラへのボタン割り当てを覚えてから開始のタイミングをプレイヤーの任意にできるようになったことと、押すボタンが十字キーだけでなく、右手側のボタンもカメラに割り振られるようになった。カメラへの割り当てを覚えている間も制限時間は止まらず、減少していく。難易度が上がるとカメラが増え、多くのボタンを記憶しなければならなくなる。ダンスイメージとビジュアルイメージが上昇する。
歌詞レッスン
順序が入れ替わった歌詞の言葉を正しく並び替えるレッスン。Xbox 360版と異なり、難易度が上がると傾斜・反転・回転・一部非表示といったエフェクトがかかるようになる。ボーカルイメージが上昇する。
ダンスレッスン
回転する足型を指定された方向で停止させるレッスン。Xbox 360版と異なり、右手側のボタンだけでなく左手側の方向キーも使用しなければならず、難易度が上がるにつれ、回転のスピードが上がり、足型が増える。ダンスイメージが上昇する。
表現力レッスン
画面上を移動する色付けされたパネルの中から、指定された色のパネルをカーソルで選択するレッスン。SPではアーケード版の仕様に戻された。ビジュアルイメージが上昇する。
演技力レッスン
SPで新しく追加されたレッスン。内容はメガホンを使って球を左右に打ち分け、画面に表示された歌詞にぶつけるというもの。ボーカルイメージとビジュアルイメージが上昇する。

### オーディション
オーディションの進行に、アイドル自身に任せるセルフオーディションが追加された。なおオーディションの種類はアーケード版と同じ形になっており、特別オーディションもアーケード版と同じ9つしか存在しない。
アーケード版及びXbox 360版では同時アピール数の制限はユニットの構成人数となっていたが、本作ではプロデューサーランクが上がると同時アピール数の上限が増えるようになっている。ちなみにオーディション中のアピールパネルの配列がアーケード版の仕様(左からビジュアル・ダンス・ボーカルの順)に戻っている他、Xbox 360版と違ってボタンの位置関係が思い出パネルも含めて画面上の位置関係と一致している。
通常のオーディションの他、ストーリープロデュースでは以下の特殊なオーディションが存在する。IU決勝以外でライバルが参加する場合、思い出でBADアピールを行うことがない上に必ず満点となる仕様となっているため、参加者数・合格枠数共に実質-1となる（例えばライバルオーディションでは、実質的には5組で1枠を争うことになる）。
ライバルオーディション
ストーリープロデュースにおいて、961プロの黒井社長からメールで招待されるオーディション。ライバルアイドルが出場し、合格枠は2枠。合格すると多くのファンを獲得することができる。なお、担当アイドルに対して参加直前に掛ける言葉はオーディションのものとは異なる。ライバルの態度と対応がストーリーと異なることもある。
アイドルアルティメイト
ストーリープロデュースにおける節目となるオーディション。アイドルランクを上げるための予選5回、本選3回の計8回行われる。合格枠は予選全てと決勝が1枠、準々決勝3枠(実質2枠)、準決勝2枠(実質1枠)。本戦ではライバルも出場する。前述の通りIU本戦でもライバルの仕様は適用されるが、決勝に限り適用されない。
保有する思い出数の範囲であれば何度でも思い出を使うことができる。

### 事務所システム
アドホックモードを利用して3人までのプレーヤーとのセッションが楽しめるシステム。アドホックモードの各チャンネル毎に用意された「事務所」に各プレーヤーが選択したアイドルが表示され、あいさつなどのコミュニケーションやオーディション対決、アクセサリ交換、名刺交換などが行える。765プロアイドルだけではなく、一定の条件を満たせば961プロアイドルも選択することができる。

### その他
その他、Xbox 360版からの変更点は以下の通り。
- アイドル達の私服デザインが全面的に刷新されている。
- 同じアクセサリ・衣装を複数持つことが可能になった。アクセサリの取得データは3バージョンで共用。アクセサリの取得しやすさはバージョンごとに異なる。
- 使用できる楽曲に新曲のColorful Daysが追加された。また、MASTER ARTISTシリーズの新曲が選択可能になった。デフォルトでは各キャラクターに対応した曲（例：春香なら「I Want」、千早なら「目が逢う瞬間」）が選択可能で、それ以外の曲は後述するDLCで使用可能となる。
- 首から下のモデリングは3種類あるモデルをキャラクターごとに使い回している。
- アルバムがキャラごとにフォト30枚+ビデオ30本という形となっている。
- 休日イベントや祭典オーディションが無くなり、朝の挨拶など他のイベントが増えた。

また、アーケード版に存在していてXbox 360版で削除されたいくつかの要素が復活している。そのため、フリープロデュースはXbox 360よりはアケ版の移植に近いと言える。
- 引きこもり減衰 - 一定期間オーディションを受けないでいるとパラメータが減退する。ただし条件がアーケード版では最近のオーディション参加より5週目以降だったのに対し、SPでは6週目以降に緩和されている。
- 不幸の手紙 - その他のメールと共に届いていることがある。ただし本作では朝のメールチェック時に開くと効果を発揮するため、開かなければ問題ない。
- バッドコミュニケーション時の思い出減少 - テンション低でバッドコミュニケーションの場合、アーケード版と同じく思い出が1個減る。
- オートセーブ - 週の終わり毎に自動的にデータがセーブされる。ただしゲーム設定によりXbox 360版と同様にオフにすることが可能。

## 登場キャラクター
THE IDOLM@STERの登場人物を参照。

## キャンペーン
バンダイナムコゲームスはTHE IDOLM@STER SPの発売に当たり、複数のキャンペーンを展開した。

### 試遊台設置
本ゲームを発売前にプレイできる試遊台が、2008年10月9日 - 12日には「東京ゲームショウ2008」のバンダイナムコゲームスブースとソニー・コンピュータエンタテインメントブースに、2008年11月24日には「tvkアニメまつり2008」のヨコハマNEWSハーバー会場に、それぞれ設置された。

### 予約キャンペーン
2008年10月16日より予約キャンペーンが開始された。予約者には購入時の予約特典として数量限定の「オールスターアイドルサイン入り着せ替えジャケット」が添付された。全6枚のジャケットには表と裏、計12面にゲームで登場する765プロと961プロの全12人のキャラクター画像とキャラクタープロフィールが描かれており、パーフェクトサン、ミッシングムーン、ワンダリングスターのいずれを予約しても同じ6枚のジャケットが添付された。また、2009年に発売予定のトレーディングカードゲーム（ヴァイスシュヴァルツ）の先行限定カードもプレゼントされた。

### PSP用カスタムテーマ配信
PSPインターネットオフィシャルサイトで以下のPSP用カスタムテーマ4点と壁紙12枚が4回に分けて配信され、その後2009年2月16日 - 2009年2月28日までの間全16アイテムのアンコール配信が行われた。
第1弾 パーフェクトサン
2008年10月24日 - 2008年11月21日まで、パーフェクトサンのカスタムテーマと、登場アイドルである春香、やよい、真の壁紙用画像が配信された。
第2弾 ワンダリングスター
2008年11月21日 - 2008年12月19日まで、ワンダリングスターのカスタムテーマと、登場アイドルである伊織、雪歩、亜美・真美の壁紙用画像が配信された。
第3弾 ミッシングムーン
2008年12月19日 - 2009年1月16日まで、ミッシングムーンのカスタムテーマと、登場アイドルである律子、あずさ、千早の壁紙用画像が配信された。
第4弾 プロジェクト・フェアリー
2009年1月16日 - 2009年2月13日まで、プロジェクト・フェアリーのカスタムテーマと、プロジェクト・フェアリーの構成メンバーである響、貴音、美希の壁紙用画像が配信された。

### 初回封入特典
パーフェクトサン、ワンダリングスター、ミッシングムーンそれぞれの初回出荷分に、Xbox 360版アイドルマスター及びTHE IDOLM@STER LIVE FOR YOU!でダウンロードコンテンツとして提供されたExtend衣装「スクールウェア」の本ゲーム版をPlayStation Storeから無料ダウンロードできるプロダクトコードが封入された。
なお、PSP The Best版にも先着封入特典があり、パーフェクトサンでは「オーバーマスター」（春香）とカタログ11号に含まれた「トナカイのツノ」、ワンダリングスターでは同じく「オーバーマスター」（雪歩）と『L4U!』で登場した「パンキッシュシール」、ミッシングムーンでは「オーバーマスター」（千早）とカタログ10号で配信された「花かんむり」が無料でダウンロードできるコードが封入される。なお、「オーバーマスター」と「パンキッシュシール」は、カタログ12号（1月27日）に含まれている。

### 広告展開

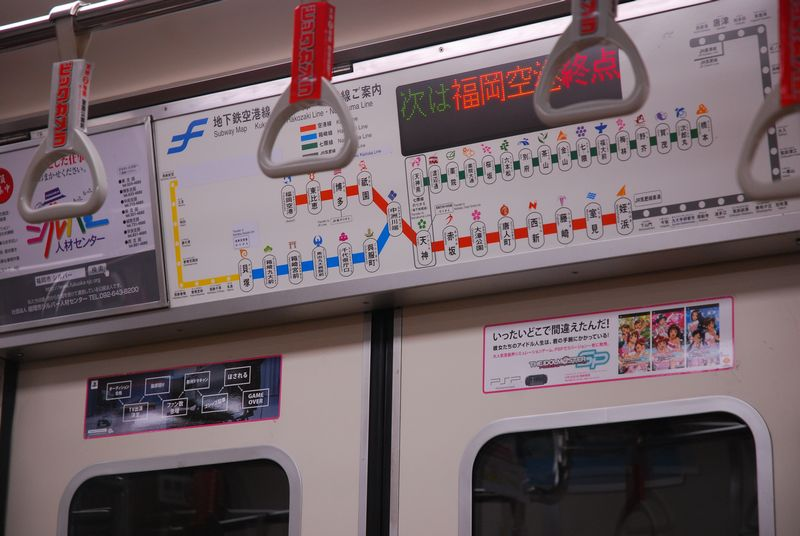
ドア上ステッカー

#### 駅貼りポスター（東京地区）
発売にあたり、駅貼りのポスターが主要駅に2009年2月13日から19日の間掲示された。

#### ドア上ツインステッカー（大阪、名古屋、福岡地区）
これも本作の発売時期に合わせ、これらの地区の主要路線を走る列車のドア窓の上部に掲示された。

### 初音ミク -Project DIVA-2ndとのコラボレーション
セガが発売している『初音ミク -Project DIVA-2nd』とのコラボレーションとして、2010年10月28日より以下のアイテムがPlayStation Storeで配信されている。これらは『初音ミク -Project DIVA-2nd』のダウンロードコンテンツとなっている。
- アイドルマスターコラボセット1 - 価格は1000円。
  - 初音ミクが唄う「GO MY WAY!!」
  - 初音ミクのモジュール - 天海春香がモデル。
  - ポスター（初音ミク×IM@Sポスター）
  - ルームテーマ（765プロダクション）・アイテム（社長の置物、ねんどろいど メイコIM@S）
- アイドルマスターコラボセット2 - 価格は1000円。
  - 鏡音リンと巡音ルカのデュエット曲「relations」
  - 鏡音リンのモジュール - 双海亜美・真美がモデル。
  - 巡音ルカのモジュール - 如月千早がモデル。
  - ポスター（鏡音リン×IM@Sポスターと巡音ルカ×IM@Sポスター）
- アイドルマスターコラボ記念ポスター - イラストは田村ヒロが描いた。こちらに関しては無料配布。

### その他
PlayStation Homeでの展開
2009年2月12日より、PlayStation 3から利用できるPlayStation Home内のナムコミュージアムラウンジに設置された自動販売機にTHE IDOLM@STRE SP柄の缶が用意され、入手することが可能となった。なお当初一部Webサイトが「ゲーム内の成績に応じて、賞品としてPlayStation Homeで使えるアイテムが用意される」と誤って報じ、それが元で公式システムソフトウェアの更新内容として噂されたことがある。
バレンタイン壁紙配信
2009年2月13日 - 2009年2月16日まで、バレンタインをテーマにした全3枚の壁紙用画像がPlayStation Spotにて限定配信された。

## ダウンロードコンテンツ
Xbox 360版やTHE IDOLM@STER LIVE FOR YOU!と同様、本作品でもダウンロードコンテンツ（DLC）によるアイテムや楽曲の配信が実施される。DLCはPlayStation Storeを介して提供されるため、PlayStation Networkアカウントの取得と、その時点での最新のシステムソフトウェアが必要となる(第17号配信開始以降は6.30(2010年6月29日公開))。なおゲーム中からPlayStation Storeを呼び出して利用するメカニズムを実装しているのは本作が最初だとされている。
本作のダウンロードコンテンツは以下の要素で構成されている。
- カタログ - アイテムの画像と説明を収録したファイル。新しいアイテムが追加されるごとに新しいリストに差し替えられる。なおカタログの更新はPlayStation Storeを介さないため、更新自体はPlayStation Storeのアカウントは不要。
- アイテム本体 - 各アイテムの実際のデータ。アイテムごとに存在する。

アイテムによっては961プロダクションのアイドルが事務所モードで使用することも可能。なおXbox 360版からの再録アイテムの中には名称が変更されている物も存在する。
第6号までは新作EXTEND衣装とアクセサリーのデザインを外部の作家が担当（担当デザイナーは各回の記述中に示す）、第7号 - 第9号では「電撃マ王」主催でデザインの一般公募が行われた。
以下の配信日は公式およびXMB内のPlayStation Storeでのものだが、実際にはゲーム内のメニューでは前日の昼12時頃から配信されている。
- 第1号 - 2009年2月19日配信。衣装がEXTEND1着とオリジナルデザイン1着（ボーカル系）、アクセサリー4点、楽曲が『キラメキラリ』『フタリの記憶』『目が逢う瞬間』を各8人分(各曲を本来歌ったキャラを除く765プロアイドル全員分。これは第3号まで共通)、メールアドレス9人分。追加アイテムのデザイナーは杏仁豆腐（過去に『MASTER ARTIST』シリーズのジャケットなどを担当）。
- 第2号 - 2009年3月11日配信。衣装がEXTEND2着（うち1着は元々ゲーム中に存在していたもの）とオリジナルデザイン1着（ダンス系）、アクセサリー4点、楽曲は『迷走Mind』『隣に…』『スタ→トスタ→』を各8人分。追加アイテムのデザイナーは第1号と同じく杏仁豆腐。
- 第3号 - 2009年4月15日配信。衣装がEXTEND1着とオリジナルデザイン1着（ビジュアル系）、アクセサリー4点、楽曲は『I Want』『Kosmos, Cosmos』『いっぱいいっぱい』を各8人分。追加アイテムデザイナーは明音（『ぷちます!』作者）。
- 第4号 - 2009年5月13日配信。衣装はEXTEND衣装1着とオリジナルデザイン1着（ボーカル系）、アクセサリー4点、楽曲9曲(第3号までの全曲)×961プロメンバー3人分、アイドラ1話。また以後のアイテムに必要な追加データも用意されている。追加アイテムデザイナーはあきまん（過去に『MASTER BOOK』の付録ポスターイラストを提供）。
- 第5号 - 2009年6月10日配信。衣装がEXTEND衣装1着とオリジナルデザイン1着（ダンス系）、アクセサリー4点、楽曲『ふるふるフューチャー☆』×12人分、アイドラ1話。追加アイテムデザイナーは藤真拓哉（『アイドルマスターブレイク!』作者）。
- 第6号 - 2009年7月15日配信。衣装がEXTEND衣装2着(うち1着は元々ゲーム中に存在していたもの)とオリジナルデザイン1着(ビジュアル系)、アクセサリー4点、楽曲『Do-Dai』×12人分、背景2枚、アイドラ1話。追加アイテムデザイナーはバンダイナムコゲームスの田宮清高（『Dearly Stars』876プロ側キャラクターデザイン担当）。なおDLCのアクセサリがダンス系になったのは今回が初めてである。
- 第7号 - 2009年8月26日配信。衣装はEXTEND衣装2着(うち1着は初回特典だった「スクールウェア」)とオリジナルデザイン衣装1着(ダンス系)、アクセサリ4点、楽曲『キミはメロディ』×12人分、背景2枚、アイドラ1話。追加アイテムは電撃マ王での一般公募で選ばれたデザインを杏仁豆腐がアレンジした。この衣装の募集テーマは「夏」。この号から杏仁豆腐によるDLCビジュアルイメージ画像が用意された。この衣装のイラストモデルは春香で、8号で背景として配信された（以降、翌月のDLCとして配信されている）。
- 第8号 -2009年9月30日配信。衣装はEXTEND衣装1着とオリジナルデザイン1着（ビジュアル系）、アクセサリ4点、楽曲『my song』×12人分、背景1枚、アイドラ1話。追加アイテムは第7号同様に公募作品を杏仁豆腐がアレンジしたもので、テーマは「昔話」。衣装イラストモデルはやよい。
- 第9号 - 2009年10月28日配信。衣装はEXTEND衣装1着とオリジナルデザイン1着（ボーカル系）、アクセサリ4点、楽曲『shiny smile』×12人分、背景1枚、アイドラ1話。追加アイテムは第7号同様に公募作品を杏仁豆腐がアレンジしたもので、テーマは「スポーツ」。衣装イラストモデルは真。
- 第10号 - 2009年11月25日配信。衣装はEXTEND衣装1着とオリジナルデザイン1着（ダンス系）、アクセサリ4点、楽曲『またね』×12人分、背景1枚、アイドラ1話。衣装およびアクセサリは『L4U!』第3号の「ミニウェディング」および関連アクセサリ。衣装イラストモデルは美希。
- 第11号 - 2009年12月22日配信。衣装はEXTEND衣装1着とオリジナルデザイン1着（ビジュアル系）、アクセサリ4点、楽曲『神さまのBirthday』×12人分、背景1枚、アイドラ1話。衣装およびアクセサリは『L4U!』第10号の「ホーリーナイトドレス」および関連アクセサリで、同作に登場しなかった貴音・響用に関しては新規にデザインが起こされている。衣装イラストモデルは響。
- 第12号 - 2010年1月27日配信。衣装はEXTEND衣装2着（うち1着無料）とオリジナルデザイン1着（ボーカル系）、アクセサリ5点（うち1点無料）、楽曲『オーバーマスター』×12人分、背景1枚、アイドラ1話。追加衣装およびアクセサリは『L4U!』第2号の「パンキッシュゴシック」および関連アクセサリ3点と、脚用に新作が1点。このほかに廉価版の発売記念として「アナザーグラビアミズギ」「ウキウキうきわ」の2点が無料配信。「パンキッシュゴシック」「アナザーグラビアミズギ」は同作に登場しなかった貴音・響用に関しては新規にデザインが起こされている。衣装イラストモデルは貴音。
- 第13号 - 2010年2月24日配信。衣装はEXTEND衣装1着とアクセサリ2点、楽曲『i』×12人分、背景1枚、アイドラ1話。EXTEND衣装は『テイルズ オブ ヴェスペリア』のエステルの衣装をモチーフとしたもの。衣装イラストモデルはあずさ。
- 第14号 - 2010年3月31日配信。衣装については第13号と同じくEXTEND1着＋アクセサリ2点、楽曲が『THE IDOLM@STER』『太陽のジェラシー』『蒼い鳥』『First Stage』のリミックス曲(L4UにおけるRemix B。以後も同様)×12人分、背景1枚、アイドラ1話。EXTEND衣装は『テイルズ オブ ジ アビス』のアニスの衣装をモチーフとしたもの。衣装イラストモデルは雪歩。
- 第15号 - 2010年4月28日配信。衣装はEXTEND衣装1着とアクセサリ3点、楽曲が『relations』『Here we go!!』『9:02pm』『おはよう！！朝ご飯』のリミックス曲×12人分、背景1枚。なお、アクセサリの内頭アクセサリは『カピバラさん』とのコラボレーションで、2011年3月31日までの期間限定配信となっている[14]。衣装イラストモデルは亜美真美。
- 第16号 - 2010年5月26日配信。衣装はEXTEND衣装1着とアクセサリ2点、楽曲が『魔法をかけて!』『エージェント夜を往く』『ポジティブ!』『私はアイドル』のリミックス曲×12人分、背景1枚。EXTEND衣装は鉄拳シリーズのシャオユウをイメージした物。衣装イラストモデルは伊織。なお背景は2011年3月31日までの期間限定配信となっているが、当初はこの記述はされていなかった。
- 第17号 - 2010年6月30日配信。衣装はEXTEND衣装1着とアクセサリ3個、楽曲は『shiny smile』『Do-Dai』『my song』『i』のリミックス曲×12人分、背景1枚。衣装は『マクロスF』のランカ・リーをモチーフにしており、アクセサリ3点含めて2011年3月31日までの期間限定配信となっている。衣装イラストモデルは律子。
- 第18号(最終号) - 2010年7月28日配信。衣装はEXTEND衣装1着とアクセサリ4個、楽曲は『思い出をありがとう』『My Best Friend』『GO MY WAY!!』『まっすぐ』のリミックスと、新曲『L・O・B・M』がそれぞれ12人分。この他に背景2枚(前号及び本号のイメージ画像)が配信されるが、1枚は2011年3月31日までの期間限定配信となっている。衣装イラストモデルは千早。
- 番外 - 『アイドルマスターブレイク!』第1巻限定版には、オリジナルデザイン衣装「ブルークロスピュア」とアクセサリ「だっこネコ」のコードが同梱されていた。この2点は2010年10月28日よりPlayStation Storeで無料配信が開始されている[4]が、カタログには記載されていないためPlayStation Storeのメニューからダウンロードする必要がある[15]。

またこの他に、第7号配信以降、第12号までに各号の新作アイテム5点(EXTEND衣装とアクセサリ4点)の購入特典として、『ぷちます!』のキャラクターを模したアクセサリが毎号1つずつ用意された。
この他、以下のものには特典として対応するアイテムを無料でダウンロードできるプロダクトコードが同梱されている。
- 初期版初回出荷分(全バージョン共通) - スクールウェア
- アイドルマスターブレイク!第1巻限定版 - ブルークロスピュア+だっこネコ
- パーフェクトサン PSP the Best 初回出荷分 - トナカイのツノ(第11号頭アクセサリ)、春香用オーバーマスター
- ワンダリングスター PSP the Best 初回出荷分 - パンキッシュシール(第12号頭アクセサリ)、雪歩用オーバーマスター
- ミッシングムーン PSP the Best 初回出荷分 - 花かんむり(第10号頭アクセサリ)、千早用オーバーマスター

### 価格
ダウンロードコンテンツ各アイテムの料金は以下の通り。なお衣装・アクセサリ・アイドラについては、12号収録分までのものは2010年7月に値下げが行われた(値下げ後の価格も併記)。
- メールアドレス
- 楽曲
- EXTEND衣装
- オリジナルデザイン衣装
- アクセサリ
- アイドラ
- 背景

## 関連商品

### CD
THE IDOLM@STER SPのサウンドトラックとして「MASTER SPECIAL」シリーズがコロムビアミュージックエンタテインメントよりリリースされている。
MASTER SPECIAL 765とMASTER SPECIAL 961にはCDのみの通常版とDVD付きの限定版があり、また両CD同時購入特典として先着で「ミニのぼりとイベント応募ハガキ」がメーカー特典としてプレゼントされた。なお、2008年11月21日 - 2008年12月3日までの期間限定で、両楽曲のゲームバージョンが携帯サイトであるアニメロミックス「アニメロ☆うた」において着うたとして無料配信された。
MASTER SPECIAL 01 - 06では各作品に2人のアイドルが登場し、新曲は各アイドルがソロで歌う曲のほかに、全タイトル共通のデュエット曲「L・O・B・M」〈作詞：NBGI（mft）、作曲：NBGI（高田龍一）〉が収録される。なお、カバー曲は「THE IDOLM@STER MASTER SPECIAL －リクエスト・スペシャル－」と題して公募されている。

### 漫画
アイドルマスターブレイク!
原作：バンダイナムコゲームス / 作画：藤真拓哉
『月刊少年ライバル』（講談社）にて2008年9月から2010年10月まで連載。
765プロ社長の孫という設定の16歳の少年が主人公。祖父の急病でひょんなことから主人公が社長代行兼プロデューサーとなってしまい、事務所の経営とプロデュースを務め、さらにはアイドル達と同居することにもなってしまうなど、ハーレム系ラブコメ的要素が非常に強い作品となっている。
当初天海春香・星井美希・高槻やよい・如月千早・水瀬伊織・萩原雪歩の6人が「765WINGS」というユニットを結成して活動していたが、暫くして星井美希が写真をネタに脅迫されて961プロに移籍。さらにその後秋月律子・三浦あずさ・双海姉妹・菊地真の5人が「765WINGS」に新メンバーとして加入する。高木社長・音無小鳥・我那覇響・四条貴音・黒井社長も登場。また、高木社長はシルエットではなく、常にサングラスをかけた白髪の中年として登場する（原作では肌が色黒という設定らしいが今作では普通である）。この他DS版の主人公達もちらほら登場する。
主人公であるプロデューサーが高木社長の孫でしかも高校生であることや、亜美真美が2人一緒に表舞台に出ていることなど、原作や他のアイマスコミックとは一風変わった作風となっている。単行本は講談社のライバルコミックスレーベルより発売。
1. 2009年3月4日発売 通常版：ISBN 978-4-06-380031-9 / 限定版：ISBN 978-4-06-362134-1
限定版は『SP』初回版の予約特典として付属した「ヴァイスシュヴァルツ」プロモーションカードである「765プロ」と対をなす限定プロモーションカード「プロジェクト・フェアリー」、作画担当の藤真拓哉デザインの『SP』用DLCカード（衣装・アクセサリーの2種、合計2枚）が付属。なお、追加衣装に関しては通常の衣装のカラーバリエーションのため、美希を含む961プロ所属アイドルは使用することができない。限定版に付属した追加衣装の設定画とカードに描かれたイラストは、第2巻のあとがきに再掲載されている。なお、この追加衣装とアクセサリーは2010年10月28日から連載最終回記念として無料配信されている[18]。
表紙イラストは天海春香・如月千早・萩原雪歩。限定版は青、通常版はオレンジの色合いで区別されている。
2. 2009年10月2日発売 通常版：ISBN 978-4-06-380071-5 / 限定版：ISBN 978-4-06-364802-7
限定版はアニメソングをカバーしたCDが付属。CDの台紙ではドラマパートでアイドル達が行う、コスプレ状態のイラストが描かれている。そのためか、著作権表記にはその作品の原作者の著作権表記も記されている。
表紙イラストは星井美希・我那覇響・四条貴音。限定版では赤、通常版は黄色の色合い。
  - 収録曲
    - 天海春香（月野うさぎ/セーラームーン）：ムーンライト伝説（美少女戦士セーラームーン/DALI）
    - 我那覇響（神楽坂明日菜）：ハッピー☆マテリアル（魔法先生ネギま!/麻帆良学園中等部2-A）
    - 四条貴音（如月ハニー/キューティーハニー）：キューティーハニー（キューティーハニー/前川陽子）
    - 如月千早（草薙素子）：rise（攻殻機動隊 S.A.C. 2nd GIG/Origa）
3. 2010年6月4日発売 通常版：ISBN 978-4-06-380111-8 / 限定版：ISBN 978-4-06-362163-1
限定版は「化物語」とコラボレーションしたカバーソングCDが付属。2巻同様、カバーする曲を歌うキャラクターのコスプレイラストが描かれており、化物語の著作権表記がなされている。
表紙イラストは高槻やよい・三浦あずさ・菊地真。通常版はオレンジ、限定版はグリーンとなっている。
  - 収録曲
    - 四条貴音：staple stable/戦場ヶ原ひたぎ
    - 高槻やよい：帰り道/八九寺真宵
    - 我那覇響：ambivalent world/神原駿河
    - 水瀬伊織：恋愛サーキュレーション/千石撫子
    - 星井美希：sugar sweet nightmare/羽川翼
4. 2011年3月4日発売 通常版：ISBN 978-4-06-380141-5 / 限定版：ISBN 978-4-06-364852-2
限定版には、ドラマCDが付属。『SP』の世界観をベースにした作品であるが、本書の発売が『2』発表後であるため、萩原雪歩の声優は2代目の浅倉杏美が担当している。また、『2』で961プロのライバルユニットとして男性ユニット・ジュピターが登場したこともあり、「プロジェクト・フェアリー」としては最後の出演作品となっている。
表紙イラストは秋月律子・双海亜美/真美・水瀬伊織。限定版は黄色、通常版はピンク。

## その他
本作はシステムソフトウェアのバージョンとして5.05以上を要求しており、これは本作発売時点で最新のものとなっていた（当時のSCE公式公開ファームウェアは5.03止まり）。そのため初回起動時にはまずシステムソフトウェアのアップデートを要求される(2009年3月26日発売の『機動戦士ガンダム 戦場の絆ポータブル』や、2009年4月21日公開の5.50(およびそれ以降のバージョン)で既にアップデートしている場合を除く)。なお先述したようにPlayStation Storeへのアクセスのために最新バージョンのシステムソフトウェアが必要になるため、定期的に最新のアップデートをチェックし適用するべきである(例えば、第4号配信開始時点では5.50が必要)。